# Фінал клубного чемпіонату світу з футболу 2008
Фінал Клубного чемпіонату світу з футболу 2008 — вирішальний матч Клубного чемпіонату світу з футболу 2008 року. Матч пройшов 21 грудня 2008 року на Міжнародному стадіоні «Йокогама» у Японії. У ньому зустрілися еквадорський клуб «ЛДУ Кіто» (переможець Кубка Лібертадорес 2008 року) і англійський «Манчестер Юнайтед» (переможець Ліги чемпіонів 2007/08).
Незважаючи на видалення захисника «Манчестер Юнайтед» Неманья Видича на початку другого тайму, англійський клуб здобув перемогу в матчі з рахунком 1:0 завдяки голу Вейна Руні, забитому на 73-й хвилині.

## Шлях до фіналу
Обидва клуби, і «ЛДУ Кіто», і «Манчестер Юнайтед», розпочали свій виступ у турнірі з півфінальної стадії. «ЛДУ Кіто» провів свій півфінальний матч проти мексиканського клубу «Пачука», який переграв єгипетський клуб «Аль-Ахлі» в чвертьфіналі з рахунком 4:2 в овертаймі. Цей півфінал пройшов на Олімпійському стадіоні у Токіо 17 грудня 2008 року. «ЛДУ Кіто» протягом перших 26 хвилин забив два голи, авторами яких стали Клаудіо Б'єлер і Луїс Боланьйос. Це забезпечило еквадорському клубу місце у фіналі.
Суперником «Манчестер Юнайтед» по півфіналу став японський клуб «Гамба Осака», який переміг у чвертьфіналі австралійський клуб «Аделаїда Юнайтед» з рахунком 1:0. Цей півфінал пройшов 18 грудня. У першому таймі голи забили Неманья Видич і Кріштіану Роналду, і до перерви «Манчестер Юнайтед» вів у рахунку 2:0. Масато Ямадзакі забив гол на 74-й хвилині, але потім два голи забив Вейн Руні і один — Даррен Флетчер, на що японський клуб відповів голами Ясухіто Ендо з пенальті і Хідео Хасімото. В підсумку матч завершився з рахунком 5:3, і «Манчестер Юнайтед» вийшов у фінал турніру.

## Матч

### Звіт про матчі
| 21 грудня 2008 19:30 UTC+9 |

| ЛДУ Кіто | 0 : 1  | Манчестер Юнайтед |
| -------- | ------ | ----------------- |
|          | (звіт) | Руні 73'          |

| Міжнародний стадіон, Йокогама Глядачів: 68 682 Арбітр: Равшан Ірматов (Узбекистан) |

| ЛДУ Кіто | Манчестер Юнайтед |

| ЛДУ Кіто:        |    |                          |     |     |
|                  |    |                          |     |     |
| GK               | 1  | Хосе Франсіско Севальйос | 44' |     |
| RB               | 23 | Хаїро Кампос             | 36' |     |
| CB               | 2  | Норберто Араухо          |     |     |
| CB               | 3  | Ренан Кальє              | 66' | 77' |
| LB               | 14 | Дієго Кальдерон          |     |     |
| RM               | 13 | Нейсер Реаско            |     | 82' |
| CM               | 8  | Патрісіо Уррутія (к)     |     |     |
| CM               | 15 | Вільям Араухо            | 71' |     |
| LM               | 7  | Луїс Боланьйос           |     | 87' |
| SS               | 16 | Клаудіо Б'єлер           | 2'  |     |
| CF               | 21 | Даміан Мансо             |     |     |
| Запасні:         |    |                          |     |     |
| MF               | 4  | Пауль Амбросі            |     | 77' |
| MF               | 20 | Педро Ларреа             |     | 82' |
| FW               | 19 | Рейнальдо Навіа          |     | 87' |
| Головний тренер: |    |                          |     |     |
| Едгардо Бауса    |    |                          |     |     |

| Манчестер Юнайтед: |    |                   |     |     |
|                    |    |                   |     |     |
| GK                 | 1  | Едвін ван дер Сар |     |     |
| RB                 | 21 | Рафаел            |     | 85' |
| CB                 | 5  | Ріо Фердінанд (к) |     |     |
| CB                 | 15 | Неманья Видич     | 49' |     |
| LB                 | 3  | Патріс Евра       |     |     |
| LM                 | 7  | Кріштіану Роналду |     |     |
| CM                 | 8  | Андерсон          | 70' | 88' |
| CM                 | 16 | Майкл Каррік      |     |     |
| RM                 | 13 | Пак Чі Сон        |     |     |
| CF                 | 10 | Вейн Руні         |     |     |
| CF                 | 32 | Карлос Тевес      |     | 51' |
| Запасні:           |    |                   |     |     |
| DF                 | 23 | Джонні Еванс      |     | 51' |
| DF                 | 2  | Гарі Невілл       |     | 85' |
| MF                 | 24 | Даррен Флетчер    |     | 88' |
| Головний тренер:   |    |                   |     |     |
| Алекс Фергюсон     |    |                   |     |     |

| Гравець матчу: Вейн Руні (Манчестер Юнайтед) Помічники головного арбітра: Абдухамідулла Расулов Бахадир Кочкоров Четвертий суддя: Юїті Нісімура |

### Статистика

#### 1-й тайм
| Показники              | ЛДУ Кіто | Манчестер Юнайтед |
| ---------------------- | -------- | ----------------- |
| Голів забито           | 0        | 0                 |
| Всього ударів          | 4        | 11                |
| Ударів в площину воріт | 0        | 5                 |
| Володіння м'ячем       | 36%      | 64%               |
| Кутові                 | 0        | 3                 |
| Фоли                   | 14       | 10                |
| Офсайди                | 0        | 1                 |
| Попередження           | 3        | 0                 |
| Вилучення              | 0        | 0                 |

#### 2-й тайм
| Показники              | ЛДУ Кіто | Манчестер Юнайтед |
| ---------------------- | -------- | ----------------- |
| Голів забито           | 0        | 1                 |
| Всього ударів          | 6        | 5                 |
| Ударів в площину воріт | 3        | 4                 |
| Володіння м'ячем       | 54%      | 46%               |
| Кутові                 | 5        | 0                 |
| Фоли                   | 12       | 7                 |
| Офсайди                | 3        | 0                 |
| Попередження           | 2        | 1                 |
| Вилучення              | 0        | 1                 |

#### За весь матч
| Показники              | ЛДУ Кіто | Манчестер Юнайтед |
| ---------------------- | -------- | ----------------- |
| Голів забито           | 0        | 1                 |
| Всього ударів          | 10       | 16                |
| Ударів в площину воріт | 3        | 9                 |
| Володіння м'ячем       | 45%      | 55%               |
| Кутові                 | 5        | 3                 |
| Фоли                   | 26       | 17                |
| Офсайди                | 3        | 1                 |
| Попередження           | 5        | 1                 |
| Вилучення              | 0        | 1                 |

- Звіт про матчі [Архівовано 5 березня 2016 у Wayback Machine.] FIFA.com (англ.)